# Нинхаген (Целле)
Нинхаген (нем. Nienhagen) — община в Германии, в земле Нижняя Саксония.
Входит в состав района Целле. Подчиняется управлению Ватлинген. Население составляет 6323 человека (на 31 декабря 2010 года). Занимает площадь 17,57 км².
Коммуна подразделяется на 3 сельских округа.
| Год  | Население |
| ---- | --------- |
| 1990 | 5197      |
| 1995 | 5768      |
| 2000 | 6249      |
| 2005 | 6412      |
| 2010 | 6305      |